# Coconut Creek
Coconut Creek é uma cidade localizada no estado americano da Flórida, no condado de Broward. Foi incorporada em 1967.
A cidade é sede do Butterfly World, o primeiro e maior zoológico de borboletas dos Estados Unidos.

## Geografia
De acordo com o United States Census Bureau, a cidade tem uma área de 31,1 km², onde 30,7 km² estão cobertos por terra e 0,4 km² por água.

### Localidades na vizinhança
O diagrama seguinte representa as localidades num raio de 8 km ao redor de Coconut Creek.

## Demografia
Segundo o censo nacional de 2010, a sua população é de 52 909 habitantes e sua densidade populacional é de 1 723,91 hab/km². Possui 25 926 residências, que resulta em uma densidade de 844,73 residências/km².